# Yokohama kaidashi kikō
Yokohama kaidashi kikō (ヨコハマ買い出し紀行?) är en science fiction-manga skriven och tecknad av Hitoshi Ashinano. Mangan publicerades som följetong i Kōdanshas månadstidning Gekkan Afternoon från 1994 till 2006. Den har samlats i 14 tankōbon-volymer. Delar av berättelsen bearbetades till två animerade filmserier med två avsnitt var.
Serien beskriver det dagliga livet för en android (i serien beskriven som robot person) som driver ett framtida kafé, vid en tid när jordens ekologi har kollapsat. Den har uppmärksammats för sin sparsmakade och vackra teckningslinje, liksom för sina lugna, noggrant berättade historier och engagerande seriefigurer. Yokohama kaidashi kikō vann 2007 Seiun-priset för bästa science fiction-manga. Serien innehåller i sitt berättande ett stort mått av det filosofiska japanska begreppet mono no aware, en medvetenhet om alltings förgänglighet.

## Namngivning
Titeln kan översättas som Yokohama inköpslogg eller Noter från en inköpsresa till Yokohama. En tankōbon, utgivarens före detta engelskspråkiga webbplats och den andra OVA-serien hade undertiteln Quiet Country Cafe på engelska. Titeln skrivs ofta enligt wapuro romaji som Yokohama kaidashi kikou och förkortas ofta som YKK av fans utanför Japan.

## Handling
Yokohama kaidashi kikō (Ykk) utspelas i en fridfull, postapokalyptisk värld där mänskligheten och civilisationen är på nedgång, efter en miljökatastrof. Exakt vad som har hänt förklaras aldrig, men havsnivåerna har stigit och översvämmat kuststäder som Yokohama, vulkanen Fuji har haft utbrott och klimatet har ändrats. Med mindre tydliga årstider har vintarna blivit allt mildare och sommaren i Tokyoregionen är inte längre brännande het. Den återstående mänskligheten har återgått till ett enklare liv, och läsaren informeras om att människosläktet är på utdöende. En scen avbildar en luftvärnspjäs som används till fyrverkeri. Istället för att förtvivla, accepterar människan lugnt sitt öde.

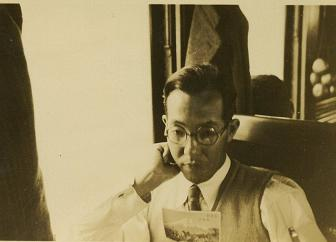
Alpha har fått sin modellbeteckning A7M2 efter ett aldrig slutfört flygplansprojekt av Jirō Horikoshi.

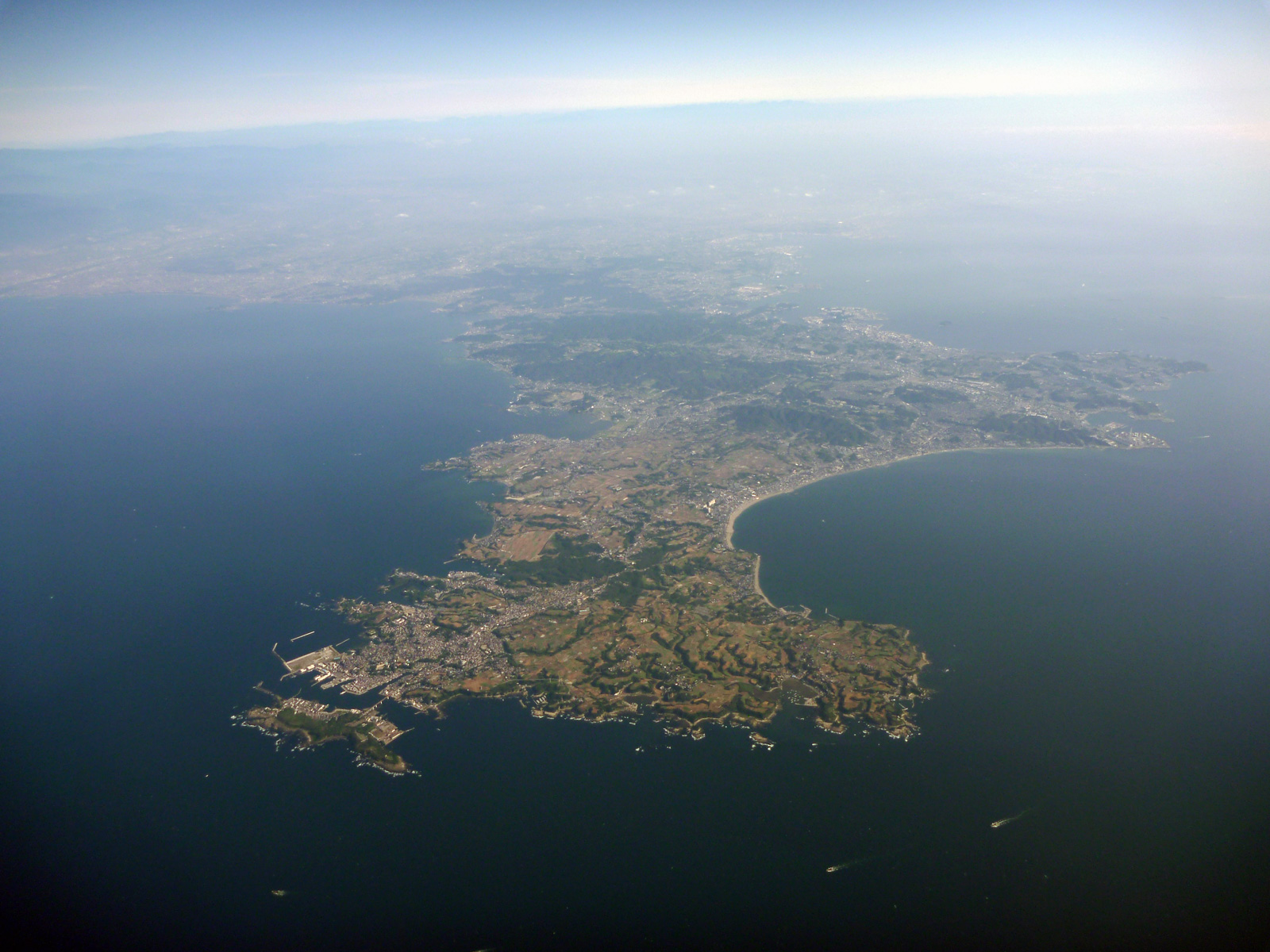
På Miurahalvön söder om Tokyo driver androiden Alpha ett kafé. I hennes framtida värld har havet stigit och gjort kustlandskapet fullt av smala vikar.

Alpha Hatsuseno är en android ("robotperson") som driver ett avsides beläget kafé – Café Alpha – medan hennes mänskliga "ägare" ("owner") befinner sig på en långvarig resa. Kaféet ligger vid en öde kuststräcka vid Miurahalvön i centrala Japan, strax söder om Tokyo. Alpha tillbringar den mesta av sin tid ensam men är trots detta vid gott mod, sällskaplig och – till skillnad från den långsamt utdöende mänskligheten – odödlig.
De flesta av YKK-kapitlen är avslutade vardagsepisoder som visar upp Alpha i hennes dagliga aktiviteter. Hon är antingen ensam, tillsammans med kafébesökare eller ute på enstaka resor i omgivningarna – eller i Yokohama för proviantering till kaféet (därav "inköpslogg" i seriens namn). Hela kapitel ägnas åt kaffebryggning, fotograferande eller reparerandet av ett litet modellflygplan, ofta med mycket lite dialog. Genom Alphas erfarenheter visar författaren fram små detaljer ur vardagen och påminner läsaren om hur de passerar revy. Där får en flygplansmotor slut på bränsle, hennes skoter går sönder, den stigande havsnivån hotar hennes kafé, och de älskade grannbarnen växer upp och flyttar därifrån. Genom att lyfta fram en nostalgisk känsla för de här förlusterna följder Ashinano den japanska traditionen som brukar kallas mono no aware.
Även om de enskilda kapitlen/episoderna oftast är avslutade, finns det en övergripande kontinuitet. Relationer växer fram och förändras, och små obetydliga detaljer återkommer senare. Ashinano förklarar ganska lite om världen Alpha lever i, vilket bidrar till en mystik som engagerar läsaren allteftersom serien utvecklas på ett vindlande vis, med både humoristiska, rörande och nostalgiska inslag.

## Rollfigurer
- Alpha Hatsuseno (japanska: 初瀬野 アルファ?, Hatsuseno Arufa) (röstskådespelare: Hekiru Shiina) ♀ – en typ A7M2-robot (en av endast tre tillverkade prototyper) som driver Café Alpha i hennes ägares frånvaro. Ägaren heter Hatsuseno. Kaféet är sammanbyggt med en bostadsdel.

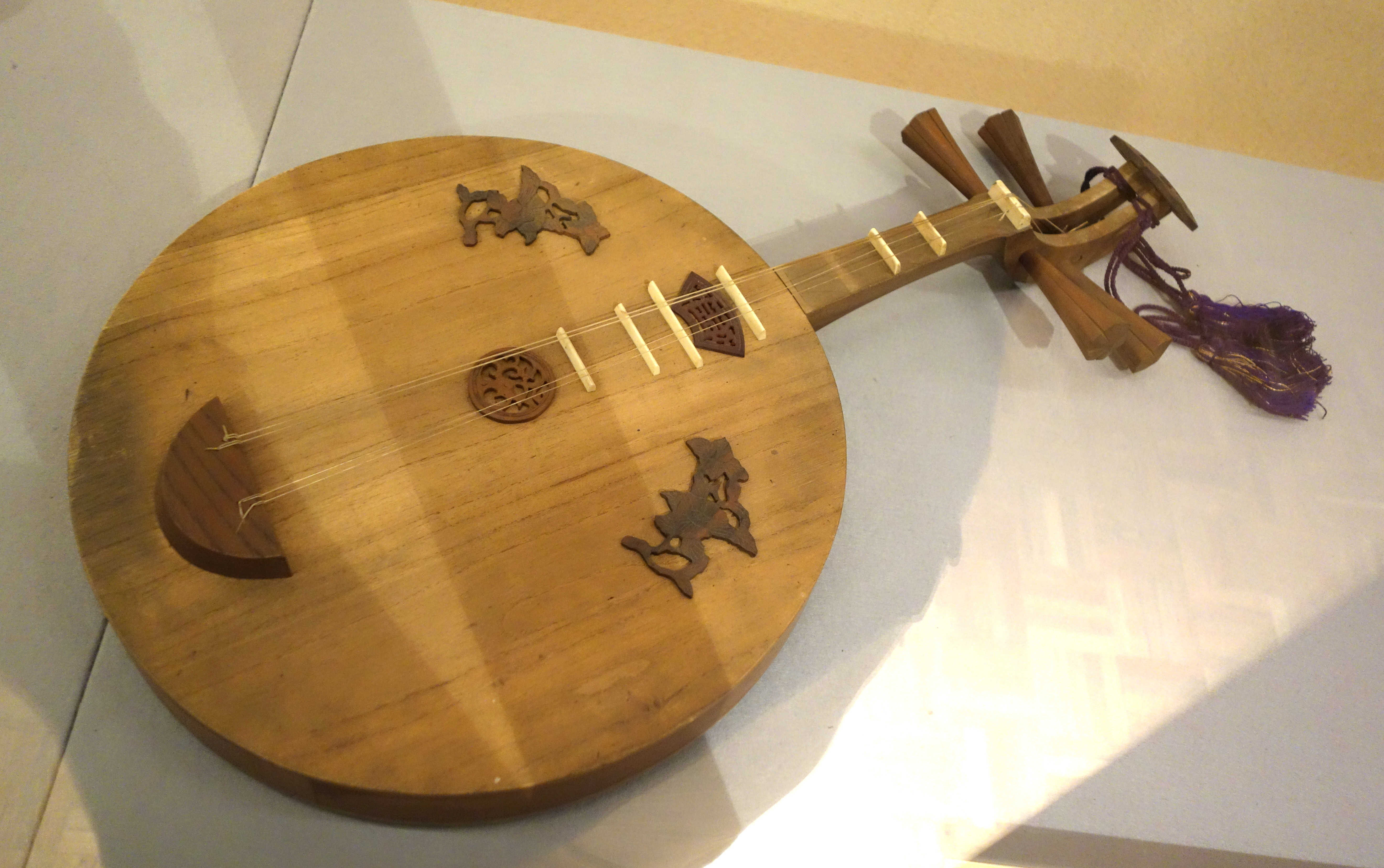
Alpha spelar ofta på sin gekkin.

Alpha är positiv i sinnet men har nära till funderingar om saker och ting. Hon tycker om att prata med kaféets fåtaliga gäster. I seriens början är hon dock ovan vid socialt umgänge och drar sig lätt undan; trots att hon är prototyp för sin robotmodell, har hon i början av serien endast mött några få människor och inte en enda annan robot. Detta gjorde att hon, när hennes ägare gav sig ut på sin resa, beslöt att stanna kvar vid kaféet. Alltmedan serien utvecklas, växer hennes självförtroende och sociala förmågor, och så småningom ägnar hon ett helt år ute på resande fot. På samma sätt fäster hon sig vid sina mänskliga vänner, även när de åldras och lämnar henne. Alpha är inte så kunnig i mänskliga beteendemönster, hon använder diskmedel istället för att borsta tänderna och förstår inte varför hennes ögon- (lila) eller hårfärg (grön) skulle vara konstiga. En av hennes unika talanger är att hon beroende på sinnesstämning kan framkalla tårar via sin ögonfuktare. På hennes lediga tid spelar hon på sin gekkin ("måncittra" av kinesiskt ursprung) och täljer små konstföremål med fiskutseende. Dessutom reser hon runt i trakten på sin skoter, i sitt utforskande av vad som återstår av den mänskliga civilisationen och av det som fortfarande utvecklas vidare.
- Kokone Takatsu (japanska: 鷹津 ココネ?, Takatsu Kokone) (röst: Akiko Nakagawa) ♀ – en typ A7M3-robot som arbetar på en budfirma i vad som återstår av Musashino i Tokyo. Hon är den första roboten som Alpha möter, i samband med att hon levererar ett paket (en kamera) och ett meddelande från Alphas ägare. De blir vänner, och Kokone utvecklar så småningom romantiska känslor för Alpha. Kokone är en gullig, blyg och något intellektuell person. På grund av sitt arbete har hon mer erfarenhet av människor än Alpha, och hon kan ibland misstas för att vara människa. Efter att hon mött Alpha – hennes "storasyster" rent produktionsmässigt – blir Kokone nyfiken på robotarnas bakgrundshistoria och deras natur. Till skillnad från Alpha, kan Kokone smälta animaliskt protein.

- Ojisan (japanska: おじさん?, Ojisan) (röst: Mikio Terashima i OVA 1, Shōzō Iizuka i OVA 2) ♂ – en medelålders man, konstant brett leende. Han är Alphas närmaste granne och en återkommande gäst på hennes kafé. Ojisan äger en bensinstation och säljer grönsaker vid sidan av. Han är en farfadersfigur till Alpha och Takahiros verklige farfar. Ojisan betraktar sig själv som en "lodare" och verkar ångra att han inte gjorde allvar med (försöket till) förhållande med Sensei när de två var unga. Hans riktiga namn avslöjas aldrig i serien.

- Sensei (japanska: せんせい?, "Doctor") (röst: Ikuko Sugita) ♀ – en äldre kvinna som både är läkare för människor och androider. Hon var involverad i framtagandet av A7-seriens robotar.[11] Hon härbärgerade Director Alpha hemma hos sig, möjligen som Director Alphas ägare.[12] När hon var yngre, åkte hon motorcykel och tävlade med svävare, och hon var under skoltiden Ojisans senpai. Hennes efternamn är (japanska: Koumi'ishi?, 子海石), men hon kallas uteslutande med endast sin titel.

- Takahiro (japanska: タカヒロ?) (röst i OVA 1: Akio Suyama; röst i OVA 2: Toshiyuki Toyonaga) ♂ – Ojisans barnbarn, som bor med sina farföräldrar. Han träffar Alpha första gången när han är nio år, och hon tar honom snabbt till sig – som en sorts lillebror. Han är den första figuren i serien som får träffa Misago. Under sin uppväxt blir Takahiro fascinerad av motorer av alla de slag, och han flyttar runt 16-årsåldern för att arbeta för Nai.

- Matsuki (japanska: 真月?, "Makki") (röst: Miki Nagasawa) ♀ – en flicka några år yngre än Takahiro. Hon tycker om Takahiro och är inledningsvis avundsjuk på Alphas nära vänskap med honom. Makki fäster sig så småningom vid Alpha; det gör hon efter att hon fått veta att Alpha aldrig skulle kunna ha en relation med Takahiro, eftersom dödliga människor rör sig i tiden annorlunda än odödliga robotar. Hon är skeptisk till Takahiros berättelser om Misago, ända tills hon en dag själv stöter på den vilda kvinnan. I sina tidiga tonår arbetar Makki ett tag på Alphas kafé. Senare flyttade hon för att till att börja arbeta som bud hos Kokones arbetsgivare, och därefter flyttade hon till Hamamatsu för att umgås med Takahiro.

- Misago (japanska: ミサゴ, "Fiskgjusen"?) ♀ – ett kvinnligt naturväsen som lever vid havsvikarna nära Café Alpha. Hon är alltid naken och äter rå fisk, krabbor och insekter som hon fångar med sina korta huggtänder och sin övermänskliga kvickhet; hennes kvickhet gör att hon kan springa på vattnet och lätt gör tio meter höga hopp. Hon visar sig bara för yngre barn och hon håller sig undan vuxna. Hon åldras inte, och enligt extramaterial till serien förstår hon inte hur barn blir äldre. Medan Ayase hävdar att hon funnits "flera årtionden" innan robotarna kom till, antyder Sensei senare att hon är den första roboten. Trots Misagos vilda natur är hon en vänlig person, och hon skadar inte folk, mer än att hon råka skrämma några av barnen hon möter.

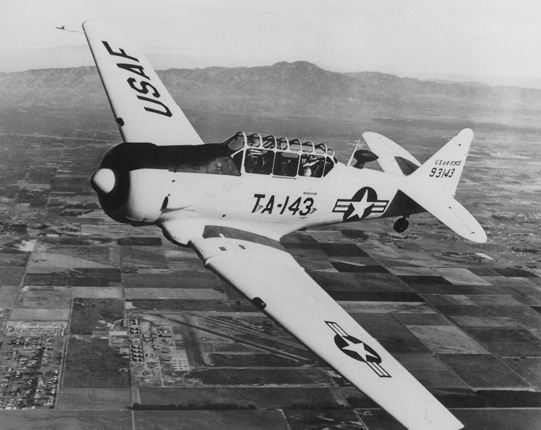
Roboten Nai använder i sin budfirma ett ombyggt T-6 Texan.

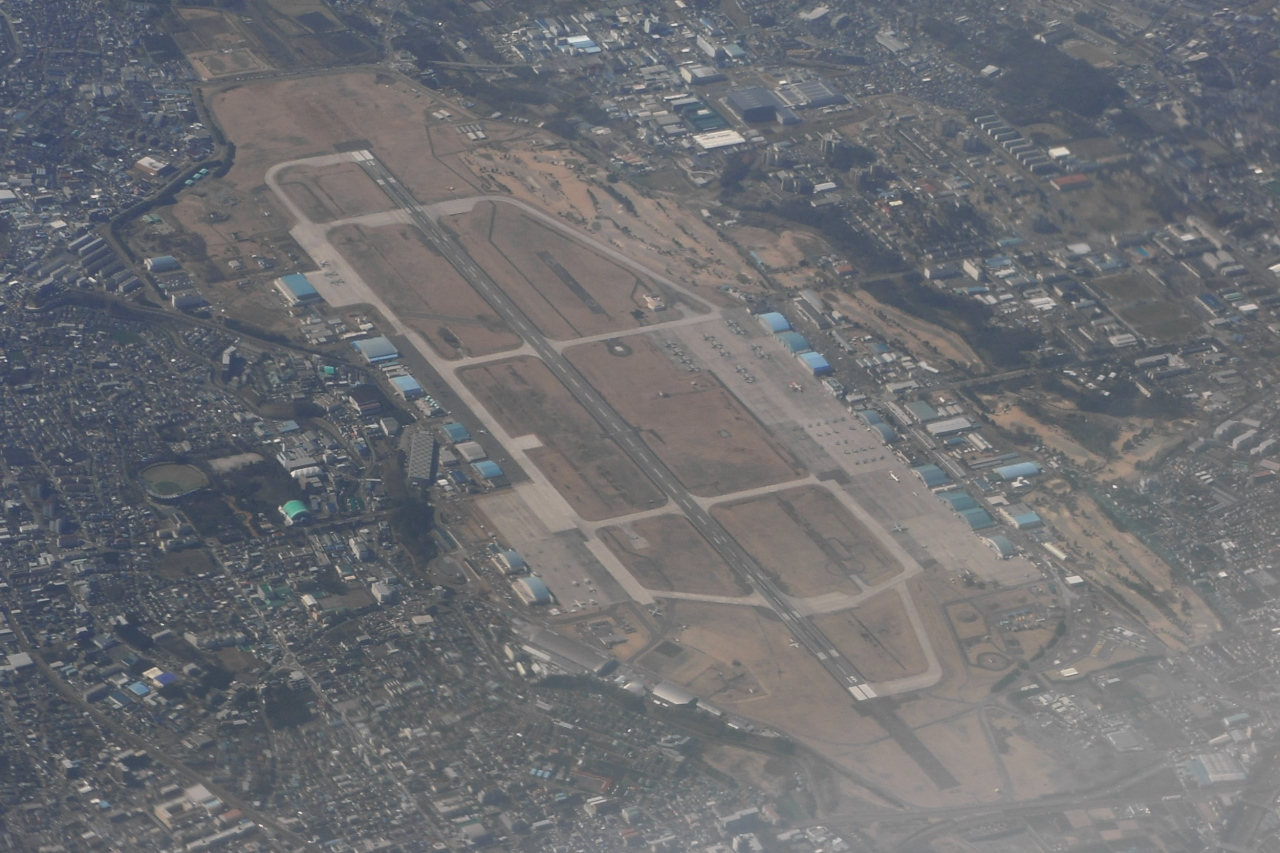
Nais flygturer utgår från vad som i framtiden återstår av flygbasen Atsugi, i det då närmast avfolkade området väster om Tokyo.

- Ayase ♂ – en vandrare som ständigt är på resande fot. Han använder sig av sin kamas (en stor flygande rovfisk) för att skaffa mat. Han tycker om att få se världens alla märkligheter, och han blir särskilt fascinerad av Misago efter att han mött henne som barn. På grund av Makkis samhörighet med Misago och hans kamas, försöker han övertala henne att resa med honom som en sorts skyddsling.

- Director Alpha ♀ – A7M1-prototypen till hela A7-serien och således "storasyster" till de andra A7-robotarna. Liksom Alpha Hatsuseno har Director Alpha fått sitt namn eftersom hon är ursprungsmodellen, "alfa-typen", i en produktionsserie robotar. Hon är ledare ombord på ett stratosfäriskt flygplan vid namn Taapon[a]. Planet kretsar runt jorden utan att någonsin landa, och Director tittar ner och ser hur världen förändras utan att kunna lämna planet. Hennes efternamn är Koumi'ishi – samma som hos Sensei – och hon har ett halssmycket med Senseis logotyp på. Detta antyder ett tidigare samband som aldrig förklaras närmare i serien, och hon interagerar aldrig med någon av de andra viktigare seriefigurerna.

- Maruko Maruko (japanska: 丸子マルコ?, Maruko Maruko) ♀ – en typ A7M3-robot med en lättretlig personlighet. Hon är en konstnär som bor i Yokohama. Hon arbetar som servitris och dessutom på dagen som butiksbiträde. Hon är ovanlig – för att vara robot – eftersom hon valt ett eget efternamn, istället för att ta ett efter sin ägare. Hennes förnamn uttalas på samma sätt som efternamnet, men stavat på katakana. Hon tycker om Kokone och är svartsjuk på Alpha för att hon "lagt beslag" på henne. Nai skickar ibland sinnesintryck (levererade av Kokone) till henne, sinnesintryck som hon använder i sin konst.

- Nai (röst: Ryo Naitou) ♂ – en A7-robot av okänd modell. Han är ovanlig, eftersom de flesta manliga robotar (av okända orsaker) inte lever så länge efter att de aktiverats. Han driver en budfirma och flyger ett modifierat T-6 Texan-flygplan. Nai är tystlåten och visar inte mycket till känslor.

- Saetta ♀ – Makkis och Takahiros lilla dotter. Hon är den sista figuren som får möta Misago.

## Influenser och teman

### Allmänna teman
Flygande återkommer som ett tema genom hela serien. Alpha har själv återkommande syner som inkluderar flygande. Nais flygplan, den ständigt flygande Taapon och modellflygplanet som Alpha hittar men aldrig får till att flyga, är tre av flygplanen i serien. A7-serien av robotar har namngivits efter det japanska stridsflygplanet Mitsubishi A7M (konstruerat av Jirō Horikoshi) som aldrig kom i produktion, och seriefiguren Saettas namn kan ha inspirerats av ett italienska flygplan från andra världskriget (en Macchi C.200, byggd av Aeronautica Macchi). Takahiro "flyger iväg" för att arbeta för Nai. Ayases kamas är en sorts flygfisk. I epilogavsnittet reser den namnlösa seriefiguren i ett glidflygplan.
Serien innehåller element från kinesisk kultur och mytologi. Alphas gekkin-gitarr är av kinesiskt ursprung, och Taapon-flygplanet har fått sitt namn efter den mytologiska fågeln Peng (taapon är den japanska translitterationen av da peng).
Några namn på seriefigurer kommer från geografin i Yokohamaområdet. Till exempel finns det en busshållplats med namnet Koumi'ishi söder om Hayama, och Atsugi-flygfältet, där Alpha träffar Nai, är beläget i Ayase. Det finns en plats med namnet Maruko i Yokohama, där Marukos galleri ska vara beläget.

### Mysterier
Yokohama Kaidashi Kikō har drag som recensenter sagt förlänar serien en viss mysteriekänsla. Ett antal detaljer och fenomen presenteras men förklaras aldrig eller antyds bara. Vissa är mystiska även för seriefigurerna, saker som dessa spekulerar kring utan att bli på det klara med. Andra presenteras för läsaren utan att det kommenteras av någon i serien. Bland de mest framträdande "mysterierna" finns:
- Vad var det för naturkatastrof som förorsakade höjningen i havsnivån?[8][14]
- Vem är Alphas ägare, och vart reste han? Varför kallar Ayase honom för "sensei"?[8][14]
- Varför skapades robotarna? Eftersom ingen av dem är slavar eller tjänare, så vad är deras syfte? På vilket sätt är de, som Kokone hävdar, mänskklighetens barn?[5][8][15]
- Varför håller människosläktet i Alphas värld på att dö ut?[8]
- Varför är manliga robotar så sällsynta?[16]
- Varför är Alpha, till skillnad från andra robotar, allergisk mot animalisk protein?[17]
- Vilka är "vattengudarna"?, de märkligt vackra svamparna med mänskliga ansikten som börjat växa i vildmarken?[18]
- Var kommer träden som efterliknar gatlyktor och svampar som efterliknar byggnader från? Är de, som Alpha och Ayase spekulerar, "jordens kvarlämnade minnen av vissa människor?[19][20]
- När skedde eruptionen som avlägsnade berget Fujis topp, och hade det något samband med den stigande havsnivån?[21]
- Vad/Vem är Misago? Varför visar hon sig bara för barn, och varför förstår hon inte att dessa växer upp och blir vuxna? Om, som Ayase hävdar, hon inte är en robot, vad är hon då?[8][22]

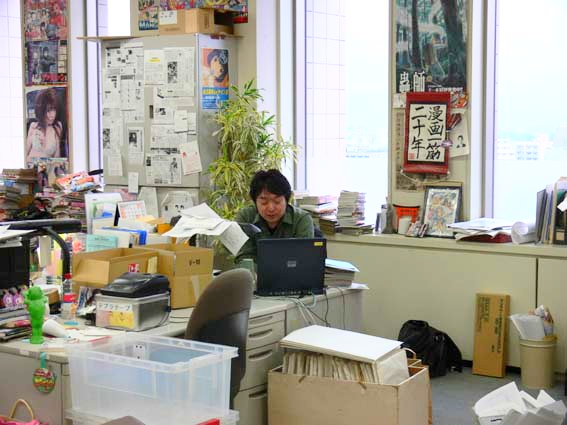
Ykk producerades för Kōdanshas månadstidning Afternoon. Här en bild från förlagskontoret, november 2006.

### Jämförelser
Jämförelser har gjorts mellan Yokohama kaidashi kikō och mangan Aria (animeversionen gjordes i regi av Junichi Satō), vilka båda är lugna vardagsbaserade serier placerade i en framtida värld med en snarlik känslomässig effekt. En recensent på Uknighted Manganime noterade: "Vad båda två har gemensamt är dock att de erbjuder en positiv utblick på framtiden och en allmänt optimistisk syn på människan, trots våra tillkortakommanden."
Ykk presenterar i sitt berättande ett visst mått av mono no aware, det vill säga en medvetenhet över alltings förgänglighet. Detta gav inspiration till science fiction-författaren Ken Liu, vars novell Hugoprisbelönade novell "Mono no aware" (2012) var direkt inspirerad av Ashinanos serie. Liu ville i sin berättelse frammana en "estetik som huvudsakligen riktade sig mot skapandet av en empati – hos läsaren – gentemot alltings oundvikliga försvinnande".

## Utgivning

### Manga
Sammanlagt publicerades 140 kapitel av serien i Kōdanshas seinen-tidning Afternoon, mellan juni 1994 och februari 2006. Följetongsavsnitten samlades därefter till 14 tankōbon-volymer hos Kōdanshas förlagsetikett Afternoon KC. Hösten 2009 påbörjade Kōdansha en återtryckning av tankōbon-volymerna. Serien har licensierats i versioner på koreanska (som 카페 알파, Café Alpha), på indonesiska hos M&C Comics och på kinesiska hos taiwanesiska Tong Li Publishing.
2021 började serien ges ut i översättning på franska, hos förlaget Meian och under den franska titeln Escale à Yokohama ('Färd till Yokohama'). 2022 inleddes en utgivning på engelska i fem volymer, hos Seven Seas Entertainment (titel: Yokohama Kaidashi Kikou). Året efter började en utgivning även på italienska, hos förlaget Goen och under titeln Yokohama shopping blog.
Afternoon är en månadstidning där Kōdansha ofta låtit publicera annorlunda eller konstnärligt ambitiösa manga. Förutom flera verk av Hitoshi Ashinano har tidningen genom åren bland annat presenterat flera verk av Kenji Tsuruta, Yuki Urushibaras Mushishi samt serier av Iō Kuroda. Tidningen har en betydligt lägre upplaga än de flesta av Kōdanshas tidningar, i regel lite mer än 100 000 exemplar i månadsförsäljning. Den är å andra sidan tjockare än många andra mangatidningar med sitt i snitt 800–1000 sidor per nummer.
Ursprungliga japanska utgivningsdatum (klicka på Visa):
| Samlingsutgåvor med resumé | Samlingsutgåvor med resumé | Samlingsutgåvor med resumé | Samlingsutgåvor med resumé | Samlingsutgåvor med resumé |
| Volym                      | Utgivning                  | ISBN                       | Kapitel                    | Resumé |
| -------------------------- | -------------------------- | -------------------------- | -------------------------- | --- |
| 1                          | 23 augusti 1995            | ISBN 978-4-06-321050-7     | 1–7                        | Alpha Hatsuseno är en android som driver ett kafé i hennes ägares frånvaro. Hon blir bekant med en namnlös äldre man och hans barnbarn Takahiro. Kapitlen i den här volymen presenterar lösa episoder ur Alphas vardag: Takahiro möter Misago, Alpha försöker ge vattenmeloner till sina kunder, Alpha träffas av blixten, Alpha går på kalas, Alpha och Takahiro beser den första soluppgången på det nya året, Alpha hjälper en android som heter Kokone Takatsu. |
| 2                          | 23 februari 1996           | ISBN 978-4-06-321055-2     | 8–15                       | Kokone lämnar ett meddelande från Alphas ägare; genom meddelandet får hon en kamera samt tillstånd att utforska världen. Fortsatta episoder: Takahiro hjälper en vandrare som heter Ayase, Alpha försöker – på Kokones förslag – inta animaliskt protein och blir sjuk, Alpha bestämmer sig för att ta en bra bild med sin kamera, Alpha och hennes vänner ser på fyrverkerier, Alpha hittar en glasflaska på stranden, Takahiros far-/morfar påminner om forna tider när han såg hur en stad sjönk på en strand. |
| 3                          | 23 juli 1996               | ISBN 978-4-06-321061-3     | 16–23                      | Kokone har börjat uppträda mer mänskligt, på grund av sin vänskap med Alpha. I den här volymen: Kokone besöker Alpha och sover över, Alpha blir bekant med honom, Alpha ser hur den sjunkna staden lyser upp på natten, Misago letar efter Takahiro. |
| 4                          | 21 mars 1997               | ISBN 978-4-06-321066-8     | 24–31                      | I den här volymen: Takahiro blir bekant med Kokone, Alpha och Kokone är på stranden och tar en simtur, Alphas föregångarare Alpha Koumi'ishi ser ner på jorden från sitt flygplan, Dr. Koumi'ishi kontemplerar sitt förflutna och de Alpha-androider som hon skapat, Takahiro tillbringar dagen tillsammans med Matsuki, en kund besöker Alphas kafé och de utbyter tankar, Takahiro hjälper Alpha att fixa kaféets vattenproblem. |
| 5                          | 23 februari 1998           | ISBN 978-4-06-321081-1     | 32–42                      | Alpha åker till staden för att proviantera och beslutar sig för att besöka Kokone. Efter hemkomsten ber Dr. Koumi'ishi Alpha att styra hennes gamla båt; medan hon styr båten upptäcker Alpha att hon kan astralprojicera sin själ. De avslutande kapitlen är episodiska: Matsuki träffar på Misago medan hon leker med Takahiro, en av Ayases resor beskrivs, Alpha delger sina tankar om fotona i sin kamera, och Alpha drar sig i det längsta för att städa i kaféet. |
| 6                          | 22 februari 1999           | ISBN 978-4-06-321095-8     | 43–54                      | I den här volymen: Alpha Koumi'ishi delar med sig av sina åsikter om tillståndet i världen, Alpha blir vän med/hjälper Matsuki, Kokone hittar en LP-skiva och bestämmer sig för att leta efter en skivspelare för att kunna spela den, Alpha tar med sig Takahiro och Matsuki till stranden, Takahiro känner sig melankolisk eftersom Misago inte längre vill träffa honom eftersom han inte längre är ett barn, Ayase reser genom en mörk tunnel, Kokone skickar kaffekask att blandas med mjölk till Alpha, Dr. Koumi'ishi minns hur det var förr, Alpha skickar ett tackbrev till Kokone och får mer kaffekask som tack. |
| 7                          | 23 februari 2000           | ISBN 978-4-06-321110-8     | 55–65                      | Avsnitten i den här volymen: Takahiro bevittnar Alphas astralprojektion, Takahiro tillbringar natten i Alphas hus, Alpha funderar över hennes frånvarande ägare och hur outhärdligt ensam hon hade varit utan sina vänner, Alpha pratar med Dr. Koumi'ishi medan Alpha Koumi'ishi tänker på sin kreativa ådra, Alpha faller ner i ett hål och letar efter sin kamera, och Kokones vän Maruko försöker smyga sig på Kokone för att skrämma henne. Senare förstörs kafeet av en tyfon, så Alpha bestämmer sig för att ge sig ut och se världen. |
| 8                          | 22 februari 2001           | ISBN 978-4-06-321120-7     | 66–76                      | Avsnitten i den här volymen: Alpha ge sig ut på en resa på landet och blir lättad när hon hittar ett värdshus, och hon kommer fram till en flygplats där hon blir bekant med en manlig android som heter Nai. Han tar med Alpha på en tur med sitt flygplan, och under turen använder hon sin astralprojektion för att kunna flyga vid sidan av honom. Alpha återupptar sin resa och färdas längs en väg som är upplyst om natten. En tonårig Takahiro och Matsuki tillbringar en dag tillsammans. Alpha arbetar vid ett försäljningsstånd (där hon säljer mat) nära berget Fuji. Maruko tar emot ett telegram där Nai beskriver Alpha. Alpha stöter på en främling och äter rostade kastanjer tillsammans med honom.                                                                                                  |
| 9                          | 22 mars 2002               | ISBN 978-4-06-321134-4     | 77–88                      | Alpha vandrar ut på ett öppen yta med gesjrar innan hon når fram till sin hemstad igen. Hon återtar sitt tidigare leverne på ett episodiskt maner: hon tar det lugn hemmavid, sätter upp en vindflöjel på kaféet och återknyter bekantskapen med Takahiros farfar, Kokone diskuterar Alpha-androiderna med Dr. Koumi'ishi, Alpha och Kokone tillbringar tid tillsammans, Alpha börjar bygga upp sitt kafé igen och funderar över livet under en regnig dag, och senare kontemplerar hon under en sommardag. Matsuki mötet Ayase och blir bekant med hans tama kamas. |
| 10                         | 20 mars 2003               | ISBN 978-4-06-321147-4     | 89–100                     | Alpha har avslutat sitt återuppbyggande av kaféet. Episod för episod: Alpha bjuder in Takahiro till att få se Nais flygplan, får se snö för första gången och blir vän med Maruko. Kokones vän förvandlar LP-skivan till en kassett, Alpha Koumi'ishi planerar att göra ett besök nere på jorden, Alpha leker med ett gevär och odlar en gigantisk solros, Ayase inviterar Matsuki till att resa med honom för att lära med om kamas, och Ayase besöker Alpha och berättar en spökhistoria för henne. |
| 11                         | 23 mars 2004               | ISBN 978-4-06-321159-7     | 101–112                    | Episod för episod: Kokone och Maruko besöker Alpha, Alpha letar efter kvalitetsvatten till att göra kaffe med, Alpha Koumi'ishi funderar melankoliskt medan hennes flygplan förbereder sig för att bege sig till den andra sidan av jorden för sex år framåt, Alpha får brunt farin och lär sig tycka om det, Ayase funderar på hur världen var innan naturen tog över den, Maruko besöker Alpha på nytt, Alpha sätter in ett nytt panoramafönster i kaféet, en vuxen Takahiro beslutar att bege sig från stan för att förverkliga sina drömmar, Matsuki och Takahiro och ägnar tid tillsammans på straden, Alphas skoter går sönder under en resa. |
| 12                         | 22 november 2004           | ISBN 978-4-06-321165-8     | 113–121                    | Episod för episod: Alpha drömmer om hennes ägare, Takahiro börjar arbeta för Nai, Alpha och Matsuki tittar på den första soluppgången efter nyåret, Takahiros farfar och Dr. Koumi'ishi pratar om hur ensamma de är, Alpha lär Matsuki att köra skoter, Alpha besöker Maruko inne i stan, Alpha känner sig ledsen över människornas korta livslängd, Alpha besöker på nytt den översvämmade stan, och Kokone och hennes vän diskuterar män. |
| 13                         | 22 juli 2005               | ISBN 978-4-06-321171-9     | 122–134                    | Episod för episod: Takahiros farfar säger till Alpha att hon kan bo i hans hus när han dött, Matsuki tackar nej till Ayases erbjudande att resa med honom, Alpha sätter igrån en gammal motor och funderar över sitt eget liv, Alpha går ut på ett fält och astralprojicerar, Kokone besöker Alpha och blir vän med/hjälper Matsuki, Ayase funderar medan han tittar ut över den översvämmade staden, Kokones trimmar sin skoter, Alpha och Takahiros farfar diskuterar över hur saker och ting förändrats under de sex år som de känt varandra. Efter ett hopp i tiden fortsätter berättelsen: Matsuki återkommer för att besöka Alpha, Dr. Koumi'ishi ger Alpha hennes hängsmycke; Alpha, Kokone, Matsuki och Maruko går till stranden, och Alpha Koumi'ishi funderar över när hon kan återvända till jordytan igen. |
| 14                         | 23 maj 2006                | ISBN 978-4-06-321176-4     | 135–141                    | Kokone har ett sista samtal med sin vän som håller på att flytta. Efter ett andra hopp i tiden: Matsuki skickar iväg ett brev där hon berättar om sitt liv för Alpha. Efter ett tredje hopp i tiden: Matsuki förlovar sig med Takahiro och kommer på besök till Alpha tillsammans med sin lilla dotter. En okänd tidrymd senare: Alpha för en monolog där hon säger att hon aldrig kommer att glömma sina vänner och deras gemensamma minnen. |

Epilog
Dessutom publicerades en sex sidor lång epilog i julinumret 2006 av Afternoon. Avsnittet, som var betitlat "Tōge" ("Bergspasset"), hade ingen kapitelnumrering och inkluderades inte i den ursprungliga samlingsutgivningen. Den ingick dock i den (avslutande) volym 10 av återutgivningen 2009–2010:
Återutgivning (i tio volymer)
1. – 23 oktober 2009, ISBN 978-4-06-314588-5
2. – 23 oktober 2009, ISBN 978-4-06-314589-2
3. – 20 november 2009, ISBN 978-4-06-314593-9
4. – 29 december 2009, ISBN 978-4-06-310615-2
5. – 22 januari 2010, ISBN 978-4-06-310618-3
6. – 23 februari 2010, ISBN 978-4-06-310630-5
7. – 23 mars 2010, ISBN 978-4-06-310644-2
8. – 23 april 2010, ISBN 978-4-06-310656-5
9. – 21 maj 2010, ISBN 978-4-06-310661-9
10. – 7 juli 2010, ISBN 978-4-06-310671-8

En vykortsbok (ISBN 978-4-06-330041-3) med bilder från manga publicerades 24 september 1987. En konstbok (ISBN 978-4-06-330196-0) gavs ut 20 mars 2003.

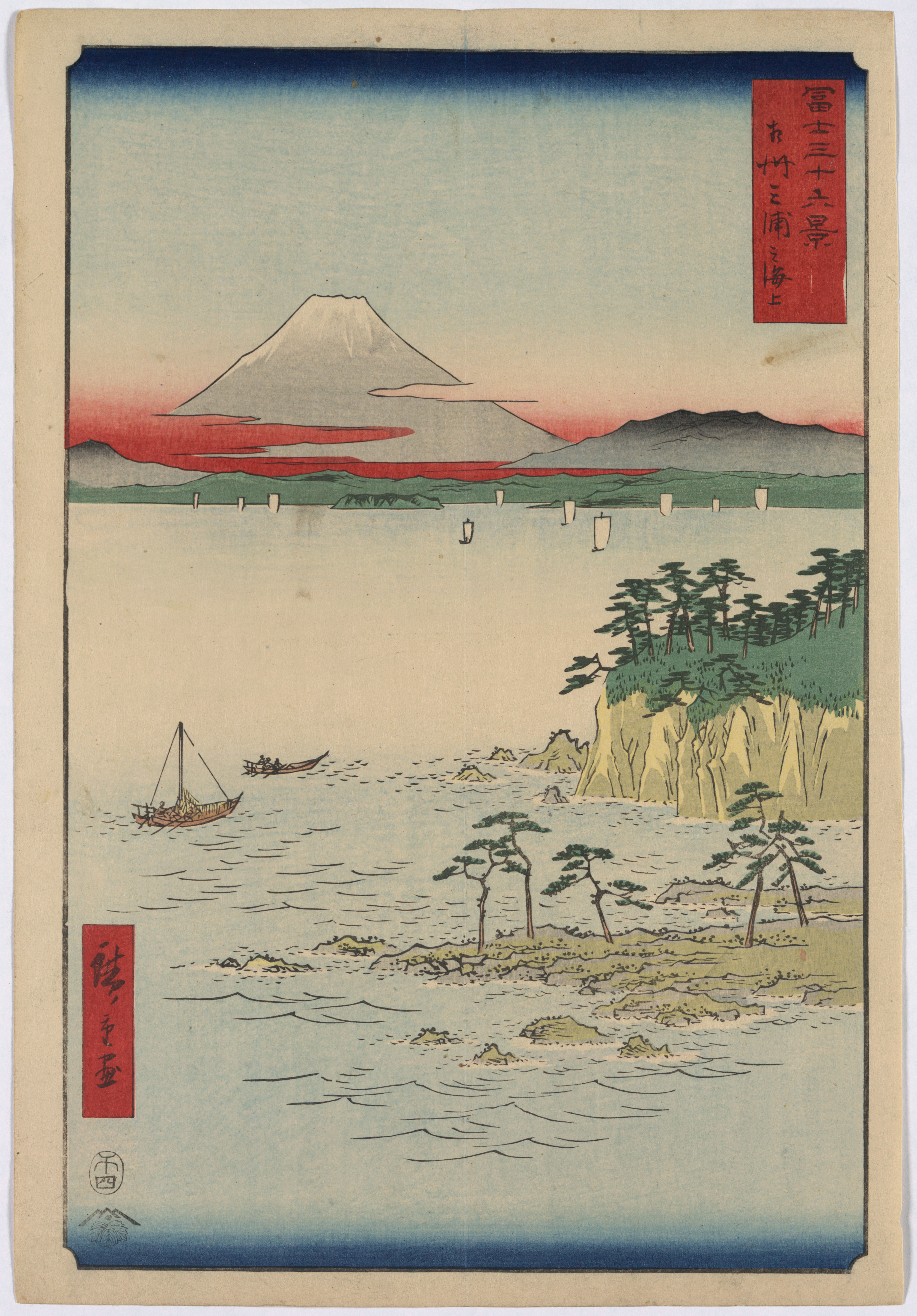
I Alphas värld kan man fortfarande se och besöka berget Fuji, även om bergets topp på grund av ett utbrott så dags fått en snedare profil. Träsnitt från 1858 av Ando Hiroshige.

### Anime
Delar av mangan har dramatiserats i form av två OVA-serier med två avsnitt var. I båda serierna görs Alphas röst av Hekiru Shiina and Kokone av Akiko Nakagawa.
- Den första OVA-serien producerades av Ajia-do Animation Works, med regi av Takashi Annō. Den gavs ut i maj respektive december 1998 på VHS och Laserdisc.[4] Serien dramatiserar valda episoder från samlingsvolymer 1–3, inklusive Alphas och Kokones första möte och Alphas konvalescens efter att ha träffats av blixten. Serien återutgavs senare på DVD.[4]
- Den andra serien, samproducerad av Ajia-do Animation Works och SME Visual Works, regisserades av Tomomi Mochizuki. Den gavs ut på VHS och DVD december 2002 respektive maj 2003.[4] Den här serien dramatiserar valda episoder från samlingsvolymer 7–9, inklusive stormen som förstör Alphas kafé och hennes efterföljande resor i delar av centrala Japan.

En musik-CD med filmmusiken till den ena OVA-serien gavs ut 1998.

### Drama-CD
Tre drama-CD-utgåvor av Yokohama kaidashi kikō gavs ut 2002. I alla tre står Hekiru Shiina för Alphas röst och Akiko Nakagawa för rösten till Kokone.
- Volym 1 (utgiven oktober 2002) dramatiserar episoder från mangans första samlingsvolym och avslutas med mötet mellan Alpha och Kokone.
- Volym 2 (oktober 2002) dramatiserar episoder från mangans andra samlingsvolym och tar vid direkt där den första CD:n slutar.
- Volym 3 (december 2002) dramatiserar lite senare mangaepisoder. Den inkluderar en originalsång och en intervju med Shiina och Nakagawa.[4]

### Roman
En roman baserad på Yokohama kaidashi kikō (japanska: 小説 ヨコハマ買い出し紀行―見て、歩き、よろこぶ者, Shōsetsu yokohamakaidashikikō ― mite, aruki, yorokobu mono, 'Yokohama kaidashi kikō roman: Att se, gå och bli glad'?) publicerades 23 oktober 2008. Romanen (ISBN 978-4-06-373326-6) var skriven av Teriha Katsuki (japanska: 香月照葉?, Katsuki Teriha) och illustrerad av Hitoshi Ashinano. Den utspelar sig långt efter mangans avslutning och berättar historien om en pojkrobot vid namn Omega och hans letande efter det legendariska Café Alpha.

## Mottagande och utmärkelser
Även om Ykk inte blivit officiellt utgiven på engelska, har den likväl fått stor uppmärksamhet av kritiker utanför Japan. Många recensenter har prisat Ashinanos teckningsstil, noggranna berättande (berättarrytm) och engagerande seriefigurer. Dirk Deppey skrev i The Comics Journal att "Yokohama kaidashi kikō är inte bara en av mina favoritmangahistorier, den är en av mina favoriter bland alla sorters tecknade serier". Derik A. Badman skrev: "Det här befinner sig ljusår bortom nästan all manga som översatts och givits ut i USA." En skribent hos Uknighted Manganime skrev: "Konstnärligt sett är Yokohama kaidashi kikō en av de mest imponerande verk jag någonsin sett" och lade till "Yokohama kaidashi kikō är kort och gott den mest utsökta manga som jag någonsin läst, och jag tror inte att den kommer att överträffas än på länge." Simon Wigzell recenserade 2007 serien för numera nedlagda Komika Magasin (svensk webbtidning), där han noterade Ashinanos ointresse för teknik (ovanligt inom SF) samt berömde Ykk för både dess känslomässiga, lågmälda berättande och för dess teckningar:
| ”                                    | /…/ en av de vackraste serier som gjorts. Den är inte alls spektakulär, utan liksom sitt manus så är teckningarna lågmälda och mer inriktade på känslor än yta. /…/ hans teckningar påminner ibland om en del europeiska artister /…/ men med mer öppna ytor och rymd. | „ |
| – Simon Wigzell, Komika Magasin 2007 | |   |

Mangan vann 2007 års Seiun-pris för Bästa manga. Den har direkt inspirerat till den Hugoprisbelönade novellen Mono no aware av amerikanen Ken Liu (se ovan under rubriken "Jämförelser").